# D-project with ZARD
『d-project with ZARD』（ディー・プロジェクト・ウィズ・ザード）は、d-projectの1枚目のトリビュート・アルバム。規格品番はGZCA-5276。

## 概要
ZARDのデビュー25周年を記念したアルバムであり、すべての楽曲を坂井泉水にゆかりのあるアーティストがリアレンジしている。また、ゲストボーカルとして大黒摩季が全14曲のうち11曲を歌っている。これはプロデューサーである長戸大幸が1990年代から「ZARD」と「大黒摩季」のツインボーカルを構想し続け、このアルバムを制作するに当たり大黒本人に直接オファーを行ったことで実現した。

## 収録曲
- 各楽曲のオリジナルについてはリンク先参照。

全歌唱：ZARD・大黒摩季（ただし ※は大黒摩季がゲストボーカルとして参加していない楽曲）
全作詞：坂井泉水（ただし「雨に濡れて」のみ元WANDSの上杉昇との共作）
| #   | タイトル                    | 作詞 | 作曲       | リアレンジ               | 時間 |
| --- | --------------------------- | ---- | ---------- | ------------------------ | ---- |
| 1.  | 「愛は暗闇の中で」          |      | 栗林誠一郎 | 麻井寛史 (Sensation)     | 5:06 |
| 2.  | 「負けないで」              |      | 織田哲郎   | 徳永暁人 (doa)           | 3:32 |
| 3.  | 「きっと忘れない」          |      | 織田哲郎   | 大賀好修 (Sensation)     | 4:10 |
| 4.  | 「君がいない」              |      | 栗林誠一郎 | 鶴澤夢人                 | 4:07 |
| 5.  | 「揺れる想い」              |      | 織田哲郎   | 岡本仁志 (元GARNET CROW) | 4:29 |
| 6.  | 「雨に濡れて」              |      | 栗林誠一郎 | 山口篤 (Loe)・鶴澤夢人   | 5:15 |
| 7.  | 「愛が見えない」            |      | 小澤正澄   | 森丘直樹                 | 4:01 |
| 8.  | 「こんなにそばに居るのに」  |      | 栗林誠一郎 | GAK (Purple Stone)       | 5:19 |
| 9.  | 「DAN DAN 心魅かれてく」(※) |      | 織田哲郎   | 徳永暁人 (doa)           | 4:28 |
| 10. | 「もう少し あと少し…」      |      | 栗林誠一郎 | 安部智樹 (Hachi/Hatch,)  | 4:42 |
| 11. | 「Don't you see!」(※)       |      | 栗林誠一郎 | 大楠雄蔵 (Sensation)     | 4:37 |
| 12. | 「Get U're Dream」(※)       |      | 大野愛果   | 灰原大介                 | 4:32 |
| 13. | 「星のかがやきよ」          |      | 大野愛果   | 宮崎諒 (元ANTWERP)       | 3:45 |
| 14. | 「かけがえのないもの」      |      | 大野愛果   | 竹田NINJA京右            | 5:21 |

- 「かけがえのないもの」のみ2番からの歌唱。他はフルコーラス。
- 「愛は暗闇の中で」は坂井の死去後に発売されたシングルではなく、オリジナルバージョンの歌詞を使用している。

## 参加ミュージシャン
- KEN (元DA PUMP)- MC (#1)
- 村岡ひかる (Bug Me Not) - コーラス (#1,2,3,5,7,8,10,12,13,14)
- 泉彩子 - コーラス (#11)
- セラ (白日ノ夢) - コーラス (#9)
- 向井達哉 - コーラス (#1,2,3,6,8,13)
- 夕生奈 - コーラス (#11)
- チナ (白日ノ夢) - ギター (#9)
- 北田慧 (ANTWERP) - ギター (#11)
- 安井剛志 (No Problem) - ギター (#6)
- ゼル (黒姫の夢遊病) - ギター (#9)